# Сардинеро, Адриан
Адриан Сардинеро (исп. Adrián Sardinero; род. 13 октября 1990 года в Леганес, Испания) — испанский футболист, нападающий клуба ОФИ.

## Клубная карьера
Родился 13 октября 1990 года в городе Леганес. Воспитанник футбольной школы клуба «Хетафе» и с 2008 года стал выступать за дублирующую команду «Хетафе Б».
Его первый матч за первую команду состоялся 13 января 2010 года во втором матче второго раунда Кубка Испании против «Малаги», в которой игрок заменил Роберто Сольдадо. Этот матч остался единственным в том сезоне за главную команду. Первый гол на высшем уровне забил 27 октября 2010 года против «Португал» в первом матче Кубка Испании. Его дебют на евроарене состоялся 30 сентября 2010 года в матче группового этапа Лиги Европы против «Янг Бойз». Месяц спустя, в домашнем матче против того же швейцарского соперника, он забил единственный гол в игре.
Дебютный матч в Ла Лиге провел 14 ноября 2010 года против «Валенсии», заменив Педро Риоса. Первый гол в высшем испанском дивизионе забил 2 апреля 2011 года той же «Валенсии» (2:4). Всего за сезон 2010/11 сыграл в 11 матчах Ла Лиги (1 гол), 2 матчах Кубка Испании (1 гол) и 3 матчах Лиги Европы (1 гол), но основным игроком не стал.
13 августа 2011 года был отдан в аренду в клуб Сегунды «Эркулес». После удачного сезона, в котором молодой Сардинеро был основным игроком клуба, клуб выкупил контракт игрока, подписав с ним полноценный контракт на три года. После этого Адриан провел в клубе ещё два сезона в Сегунде, также будучи основным игроком в каждом из них.
Летом 2014 года, после вылета его клуба в Сегунду Б, перешёл в кипрский АЕЛ. Отыграл за лимасольскую команду следующие два сезона своей игровой карьеры. Большинство времени, проведенного в составе АЕЛа, был основным игроком атакующей звена команды.
В состав клуба «Аполлон» присоединился летом 2016 года. В 2017 году выиграл с командой Кубок и Суперкубок Кипра. Отыграл за клуб из Лимасола 94 матча в национальном чемпионате.